# Grotta di Matermania
La grotta di Matermania è una caverna situata sul versante sud-orientale dell'isola di Capri, in Campania.
Trasformata in epoca romana in un lussuoso ninfeo del quale oggi rimangono pochi resti murari, la grotta venne dedicata dagli stessi Romani alla dea Cibele, la loro Mater Magna, da cui probabilmente ha origine il suo nome.
Nella zona sono stati portati alla luce numerosi reperti archeologici. L'area ospita, inoltre, molte specie faunistiche (ad esempio il coniglio selvatico) e floristiche (come l'agave).

## Toponimia

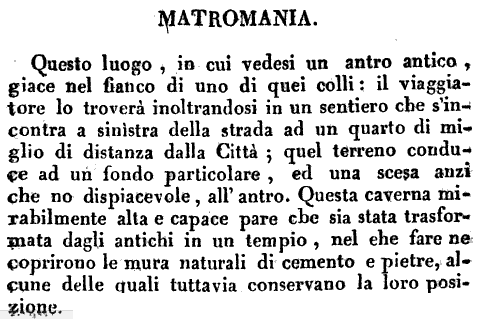
Quando venne pubblicata quest'opera di Giovanni Battista Ferrari, Nuova guida di Napoli dei contorni di Procida, Ischia e Capri, la cavità era ancora nota come «grotta di Matromania».

Il nome della grotta è dovuto alla divinità a cui essa era dedicata, ovvero Cibele (la Mater Magna dei Romani), la dea frigia della natura e degli animali alla quale venivano tributati complesse cerimonie e sacrifici.
Il toponimo «Mitromania» ha invece origine dal ritrovamento di un bassorilievo mitriaco nella piana di San Costanzo, il quale ha portato a pensare che la grotta anticamente fosse un tempio dedicato al dio Mitra, un'importante divinità ellenistica e romana. Da qui trae origine anche la locuzione «grotta di Matromania». La cavità è talvolta nota anche come grotta del Matrimonio in quanto le giovani coppie capresi, dopo essersi sposate, andavano nell'antro come rito propiziatorio.
Anticamente la caverna era conosciuta anche come «grotta di Matromagna». Tale toponimo venne coniato nel XIX secolo dall'archeologo italiano Giuseppe Feola, che con tale locuzione non si riferiva solo alla grotta ma anche alla zona circostante. L'espressione, sostituita più tardi dal termine «Matermania», cadde in disuso poco tempo dopo.

## Geologia
La grotta, ubicata a mezza costa lungo un canalone terminante in mare nella cala di Matermania, si apre sulle pendici del monte Tuoro.
La cavità è costituita di roccia calcarea incoerente e non stratificata, di formazione apparentemente diversa dal vicino promontorio della Campanella. Inoltre, secondo le indagini condotte dal dottor Gennaro Arcucci, la roccia della grotta (e, più generalmente, di Capri stessa) non sarebbe altro che uno scisto calcareo micaceo con mescolanza di terra selicea.
La cavità, inoltre, è classificata dagli speleologi come secondaria, ovvero prodotta, per fenomeni distruttivi, in un momento consecutivo alla formazione della roccia madre.
La grotta di Matermania, si è formata per erosione delle acque che hanno causato lo sfaldamento degli strati superiori; difatti essa è l'eccedenza dello sventramento di un'antica caverna sotterranea, formatasi all'interno della massa rocciosa nel corso dei secoli. Infatti, come già accennato, la grotta è dovuta all'erosione della roccia, fessurata e solubile, disgregata a causa delle acque meteoriche che sono penetrate in profondità corrodendo il calcare in bicarbonato solubile, dando origine così alla cavità.

## Struttura
La grotta di Matermania, caratterizzata da una forma semicircolare, si addentra per circa trenta metri con una larghezza massima di venti metri, nel centro dell'antro, e un'altezza media di dieci metri.
La cavità è suddivisa in due sezioni. L'ambiente più ampio, quello che comprende la parte sinistra della cavità, ha una pianta rettangolare absidata, larga 5,90 m e lunga 8,50 m.
Il vano destro è di dimensioni più ridotte: lo stesso, lungo 5 m e largo 4 m, costituisce infatti il 40% della sezione principale. Lo spazio antistante la grotta, invece, è in gran parte crollato.
Sul fondo della cavità l'andamento absidato del perimetro è sottolineato dall'esistenza di due podi, costruiti in età romana. Quello inferiore, alto 1,26 m, è a sagoma semicircolare; al contrario quello superiore, arretrato rispetto al primo, è alto 1,40 m ed è di forma ovale.

## Storia

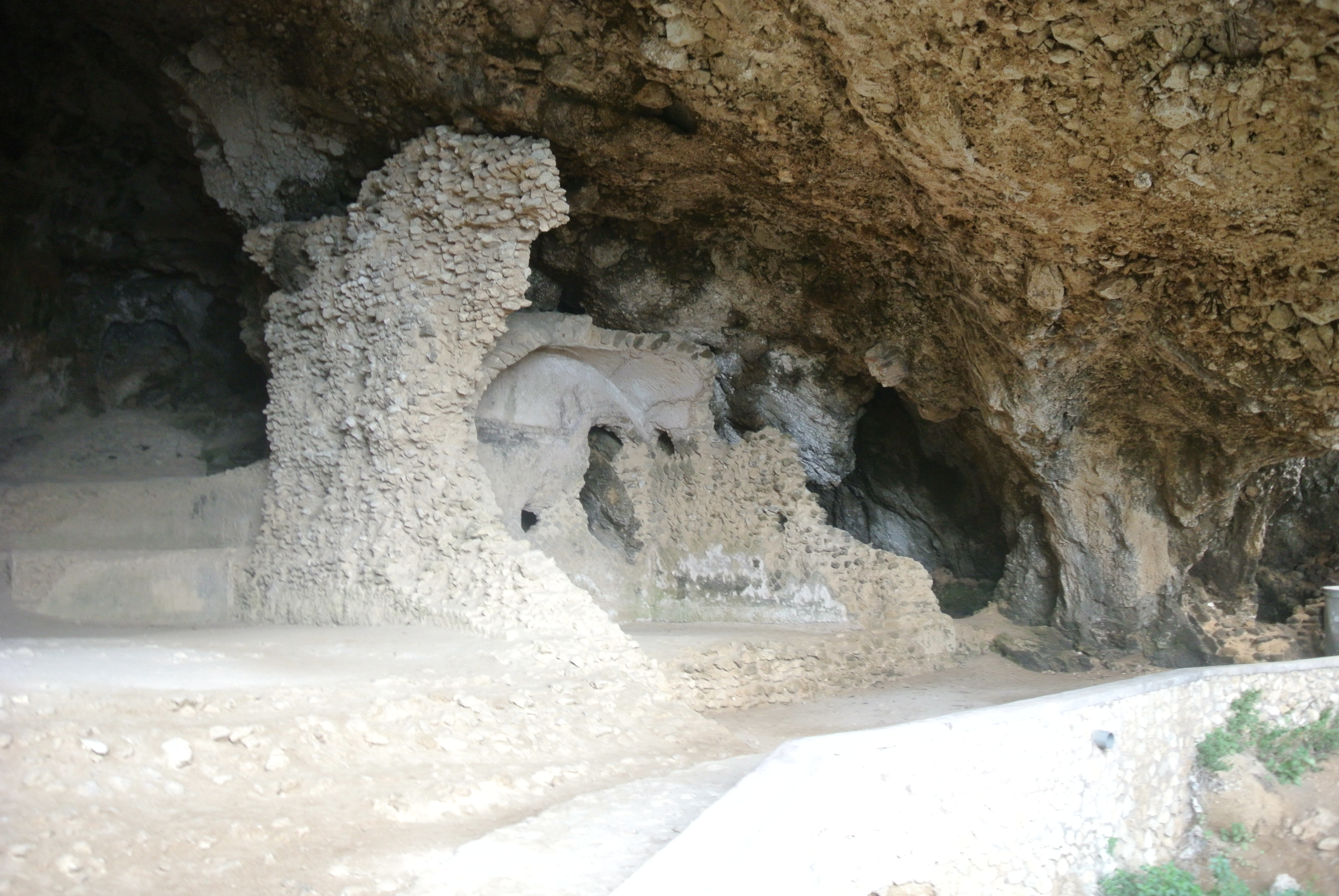
L'altare dedicato alla dea frigia Cibele: in età romana, infatti, la grotta è stata riutilizzata come ninfeo.

In età augustea o tiberiana la grotta è stata adattata a ninfeo. L'antro diventò infatti una cavità il cui scopo era quello di offrire un soggiorno fresco e gradevole, in un ambiente reso lussuoso e comodo per potervi facilmente banchettare o riposare.
A tale scopo venne scavata all'interno della grotta una sala rettangolare absidata, ai lati della quale venne posizionato un letto triclinare di legno o, perfino, un letto in muratura rivestito di marmo. Vennero inoltre costruiti due podi semicircolari sovrapposti, oggi parzialmente ricoperti di intonaco. Tra gli stessi è stata rinvenuta una piccola scala che, secondo l'archeologo Amedeo Maiuri, conduceva ad una cavità grazie alla quale era possibile raccogliere l'acqua proveniente dallo stillicidio delle pareti oppure da una vena sorgiva oggi estinta.
Poiché vi era un costante pericolo di caduta massi vennero apportate ulteriori modifiche alla grotta. La minaccia venne ovviata costruendo una muratura a tutto sesto e livellando il suolo della caverna (prima fortemente inclinato) con un'opera di riempimento; sempre per le stesse ragioni venne anche consolidata la zona prospiciente l'ingresso con un muro di terrazzamento.
La grotta era consacrata alla divinità frigia Cibele, la Mater Magna romana; infatti venne costruito un altare a lei dedicato ed è stata rinvenuta una statuetta di terracotta rappresentante la dea. Il ninfeo, inoltre, era anche un tempio dedicato a Mitra, in lingua latina Magnum Mitræ, il dio del sole induista e romano.

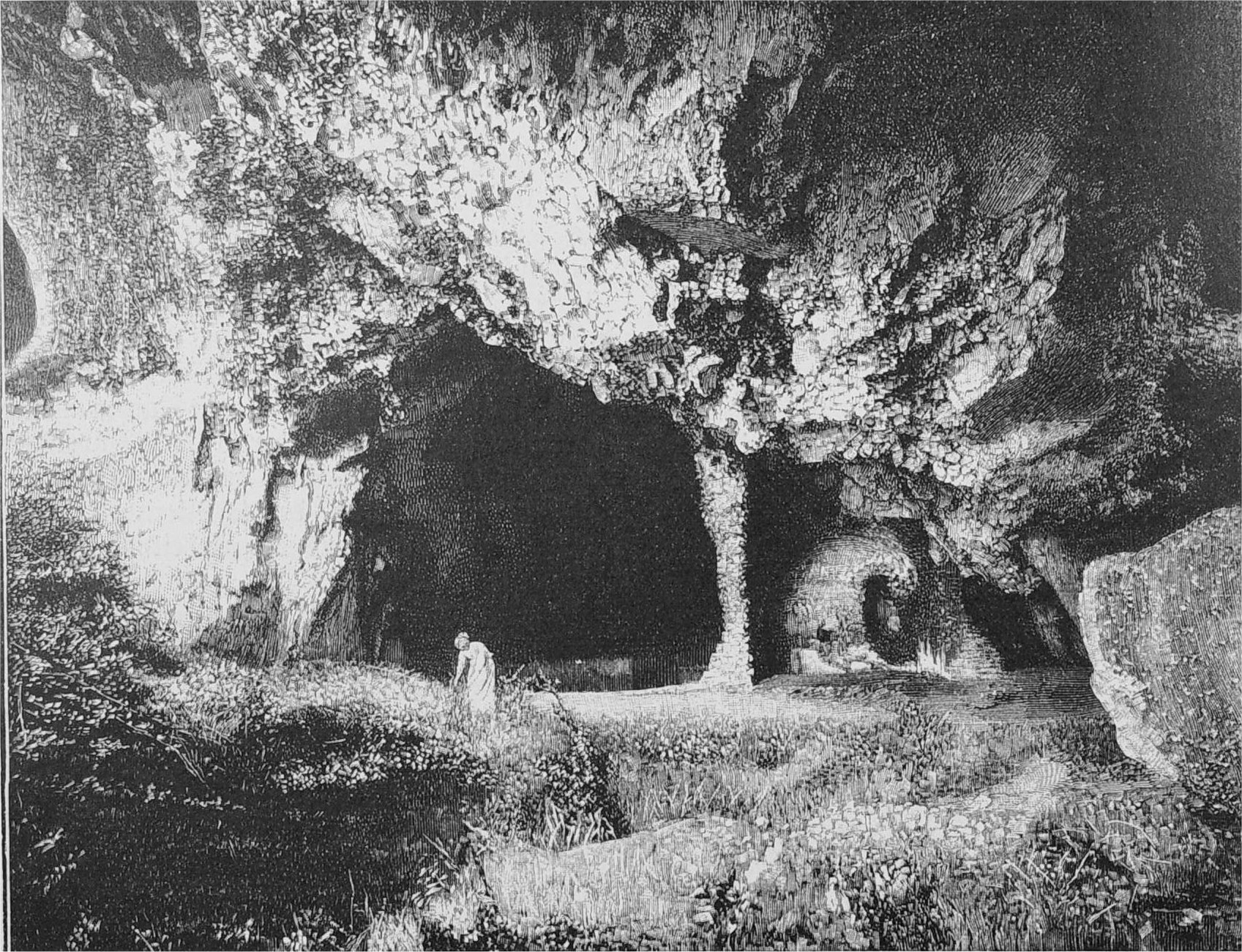
La grotta di Matermania in un'illustrazione ottocentesca.

Dopo la prima età imperiale, la grotta di Matermania conobbe un lungo periodo d'abbandono. L'interesse risorse alla fine del XVIII secolo, quando la cavità apparse in alcune cartoline e fu interessata da vari interventi di scavo.
Nei primi anni dell'Ottocento si data un intervento diretto da Norbert Hadrawa, che svuotò completamente la grotta col recupero dei reperti mobili e fece rimuovere i marmi policromi presenti nella cavità. Questi devastanti scavi furono autorizzati dal regnante borbonico Ferdinando I, allo scopo di recuperare marmi e sculture antiche da riutilizzare nei suoi palazzi.
Ulteriori interventi di scavo furono effettuati nel 1929 a cura della Soprintendenza delle antichità, durante i quali vennero ripulite e consolidate le strutture murarie restanti. I risultati delle indagini condotte nel 1929 costituiscono una delle più esaustive documentazioni archeologiche sulla grotta di Matermania.
Nella seconda metà del XX secolo la cavità fu oggetto di numerose indagini. Durante queste ultime si chiarì in particolar modo che in passato la grotta era stata adibita a ninfeo; non vennero tuttavia appurati alcuni aspetti della cavità, ancora oggi non completamente chiari, tra cui rientrano l'etimologia della caverna e la presenza della sorgente nel suo fondo. In questo periodo si interessarono alla grotta archeologi di fama internazionale, quali Amedeo Maiuri, Rosario Mangoni o Karl Julius Beloch.

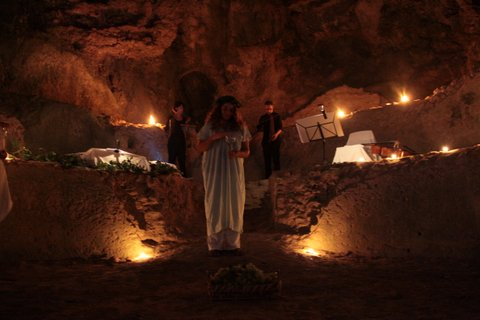
In alcuni giorni, all'alba, nella grotta si allestiscono spettacoli che ricordano il tableau vivant di Fersen.

### Altre persone legate alla grotta
Gustavo Giulio Ottone Dobrich, meglio conosciuto come Miradois, era un monaco eremita che arrivò a Capri poco dopo il termine della prima guerra mondiale. Miradois occupò la grotta, che diventò quindi la sua abitazione, e vi si stanziò nutrendosi esclusivamente di erbe, radici e latte di capra. Quando lasciò l'isola "donò" la cavità al comune di Capri con un inventario che enumerava «quattro letti in pietra, otto cuscini in sabbia e calcare, quattro mura ed il sole».
Un'altra personalità legata alla caverna era il barone francese Jacques d'Adelswärd-Fersen. Fersen, nella notte del 25 agosto 1910, allestì nella cavità un tableau vivant alla presenza di alcuni suoi amici e domestici. L'antro, illuminato dalla luce delle fiaccole, venne disseminato di tappeti e cuscini; al centro dello stesso, inoltre, venne sistemato un piccolo altare. La rappresentazione si protrasse per tutta la nottata fino all'alba, momento in cui sopraggiunsero i carabinieri che arrestarono i presenti; questi ultimi erano stati avvisati dagli abitanti della contrada, che da qualche giorno avevano notato uno strano movimento attorno alla grotta. Fersen, per evitare l'onta dell'espulsione, si allontanò dall'isola andando a soggiornare a Napoli dalla sorella.

## Reperti archeologici

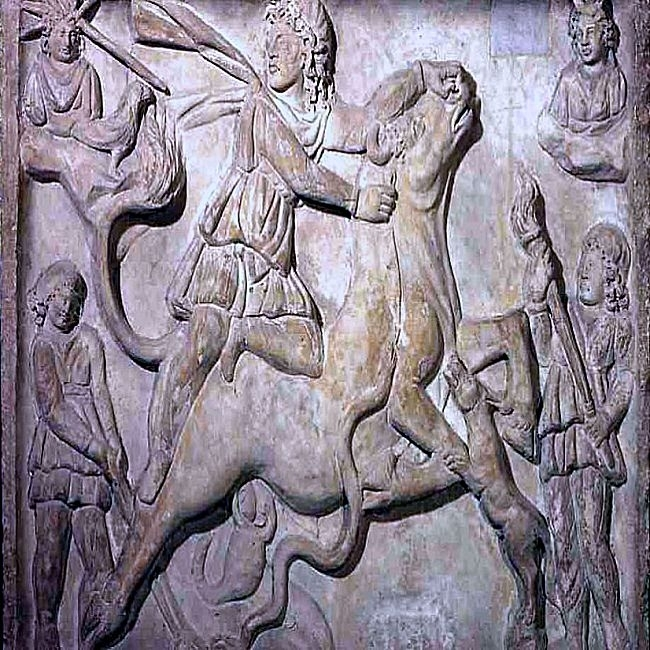
Bassorilievo degli inizi del III secolo raffigurante una tauroctonia, Mitra che sacrifica il toro sacro. Nel reperto, non rinvenuto nella grotta, sono presenti il serpente, lo scorpione, il cane e la cornacchia, caratteristici dell'iconografia mitraica.

Come già accennato, nella grotta sono stati portati alla luce numerosi reperti; particolarmente significativa risulta essere una lastra di marmo scalpellata su ogni lato rinvenuta poco prima del 1740. L'epigramma è alto 28 cm e spesso 5,5 cm; inoltre esso sembra aver fatto parte di un'antica necropoli, che comprendeva anche l'antro estendendosi su tutta la valle di Matermania.
Portata a Napoli subito dopo il suo ritrovamento, l'epigrafe venne affidata a Matteo Egizio, personaggio di spicco tra i circoli letterari dell'epoca che, dopo averla tradotta in lingua latina, la donò ai Padri Filippini, gli attuali Girolamini.
Di seguito l'iscrizione della lastra:
Sempre nella grotta sono stati rinvenuti un rilievo in marmo rappresentante un'iconografia del dio Mitra, oggi conservato al museo archeologico nazionale di Napoli, e una statuetta di terracotta rappresentante la dea Cibele. Inoltre, nei vari interventi di scavo avvenuti nel XIX e XX secolo, sono stati portati alla luce una notevole quantità di marmo pavimentale e numerose teste e arti facenti parte di statue varie.

## Flora e fauna
La zona circostante la grotta è ricoperta dalla vegetazione della macchia mediterranea, che comprende piante quali lentisco, mirto, erica, euforbie e ginestre. Nel complesso è possibile trovare anche qualche agave, chiamata dai capresi con sarcasmo affettuoso mmiria (invidia), poiché si vuole che le sue foglie respingano la gelosia.
Il terreno della zona, arido nei mesi estivi, rinverdisce da ottobre a maggio, offrendo una copiosa fioritura di orchidee selvatiche nei mesi di novembre e dicembre. Nell'area, inoltre, si è notevolmente estesa la crescita dei pini marittimi.
Per quanto riguarda la fauna, nella zona si raccolgono lumache e chiocciole, che già Plinio il Vecchio citò come due delle prelibatezze dell'isola. Nell'area è possibile trovare anche conigli selvatici.

### Annotazioni
1. ↑  Il ninfeo venne introdotto nel mondo romano, come tanti altri elementi artistici e culturali, dalla Grecia ellenistica nel II e I secolo a.C. In De Angelis Bertolotti, p. 126.
2. ↑  L'intonaco presente sui due podi testimonia un'antica tinteggiatura degli stessi. In Federico, p. 146.
3. ↑  Fu l'archeologo italiano Amedeo Maiuri a riconoscere la grotta come uno dei tanti ninfei romani realizzati sfruttando una cavità naturale. Egli afferma che, malgrado lo spoglio subito dalla grotta nel 1929, «qualche frammento di incrostazioni calcaree e qualche frammentino di vetro colorato, rimasti ancora aderenti all'intonaco di signino, sono di per sé sufficienti a farci intendere il genere dell'opera musiva che doveva rivestire il fronte dell'emiciclo». In Federico, p. 147.
4. ↑  Matteo Egizio venne scelto come custode dell'epigrafe in quanto svolgeva un ruolo rilevante di collegamento dei vari circoli ed era in contatto letterario con i più grandi accademici dell'epoca. Inoltre Egizio è legato soprattutto alla creazione della Biblioteca Reale, voluta da Carlo III di Borbone, di cui esso fu il primo bibliotecario. In Federico, p. 340.
5. ↑  I religiosi che ancor oggi si trovano nella chiesa della via Duomo napoletana erano dell'ordine di San Filippo Neri e perciò chiamati filippini; essi, provenendo dalla chiesa di San Girolamo a Roma, erano però anche chiamati Girolamini ed è con questa denominazione che sono noti tuttora. In Federico, p. 340.

### Fonti
1. ↑  Borà, p. 30.
2. 1 2 3  Borà, p. 31.
3. ↑  Romanelli.
4. 1 2  De Angelis Bertolotti, p. 127.
5. ↑  Federico, p. 145.
6. 1 2 3 4 5 6 7 8 9 10 11 12 13  De Angelis Bertolotti, p. 126.
7. ↑   Accademia delle Scienze Fisiche e Matematiche, Atti, vol. 4, 1869,  p. 9.
8. ↑  Mangoni, p. 22.
9. 1 2 3  De Angelis Bertolotti, p. 224.
10. 1 2 3 4 5 6 7 8  Federico, p. 146.
11. ↑  Rea, p. 45.
12. 1 2  Federico, p. 147.
13. ↑   Paolo De Luca, E all'alba un concerto nell'antica grotta, La Repubblica, 25 agosto 2011.
14. ↑  (IT, EN) Scrittori, artisti e nobili insediatisi sull'isola, su capri.net.
15. ↑  Cantone, p. 83.
16. ↑  Peyrefitte.
17. ↑  Federico, p. 317.
18. ↑  Federico, p. 318.
19. ↑  Traduzione in italiano a cura di Eduardo Federico, riportata a pagina 340.
20. ↑  De Angelis Bertolotti, p. 120.
21. 1 2 3  De Angelis Bertolotti, p. 121.